# Morti nel 917
| Questa pagina contiene informazioni ricavate automaticamente dalle voci biografiche con l'ausilio del template Bio e di un bot. L'aggiornamento è periodico e automatico e ricostruisce completamente la pagina. Se manca una persona in questa lista, sei pregato di non aggiungerla, ma accertati piuttosto che la sua voce biografica contenga il template Bio e che i dati anagrafici siano correttamente compilati. Se il template Bio manca, inseriscilo tu stesso o, in alternativa, metti l'avviso {{tmp\|Bio}} che ne segnala la mancanza. Se i dati riportati sono sbagliati, correggi direttamente la voce biografica; le modifiche saranno visibili in questa lista entro pochi giorni. Per chiarimenti vedi il progetto biografie. La lista contiene solo le 7 persone che sono citate nell'enciclopedia e per le quali è stato implementato correttamente il template Bio. Pagina aggiornata al 18 apr 2025. |

- 21 gennaio - Ercangero di Svevia, nobile tedesco
- 10 febbraio - Frederuna, regina
- 5 agosto - Eutimio di Costantinopoli, vescovo e teologo bizantino
- 20 agosto - Costantino Lips, funzionario e ammiraglio bizantino
- 29 novembre - Radbodo, vescovo franco
- Umar ibn Hafsun
- Munia Jiménez di Navarra, principessa